# 野中成夫
野中 成夫（のなか しげお、1938年（昭和13年） - ）は、日本の独文学者。信州大学名誉教授。専門は近代ドイツ文学。

## 略歴
1956年、群馬県立沼田高等学校卒業。
1966年、早稲田大学大学院博士課程を修了。のち、信州大学教授を務めた。
2016年、秋の叙勲で瑞宝中綬章を受章した。

## 著書
共著
- （深沢 恒男、鈴木 富士雄）『最新ドイツ語文章論』三修社、1966。
- （犬飼豊宣、小松敬明）『新ドイツ語文法』郁文堂、2000。

共訳
- （J.F.アンジェロス；著、池部雅英）『ドイツ・ロマン主義 （文庫クセジュ）』白水社、1978。
- （J.F.アンジェロス；著、池部雅英）『ドイツ古典主義（文庫クセジュ）』白水社、1980。